# Enrico Bertorelli
Enrico Bertorelli (Barge, 27 settembre 1943 – Milano, 30 novembre 2020) è stato un attore e doppiatore italiano.
È principalmente noto per aver dato la voce a Cell, antagonista della serie Dragon Ball Z.

## Biografia
Fratello degli attori Nanni e Toni Bertorelli, fu interprete di molti spettacoli teatrali in varie città d'Italia (Milano, Torino, Roma, Firenze) e in Svizzera (Lugano), lavorando anche con Dario Fo per due anni; recitò inoltre in alcuni film e in diverse serie televisive. Con Cristina D'Avena interpretò la trilogia dedicata alla celebre cantante, in cui ricopriva il ruolo del padre della protagonista, Filippo. Lavorò in produzioni Mediaset e RAI.
Sempre per la RAI fu impegnato in moltissimi sceneggiati radiofonici, molti dei quali con la regia di Dante Raiteri. Lavorò con grande intensità per le società di doppiaggio milanesi, prestando la sua voce a vari attori delle soap opera e delle telenovele, inoltre fu la voce italiana di vari personaggi in diversi cartoni animati come il commissario James Gordon in Batman, Cell in Dragon Ball Z e altri in cartoni come Zorro, Tazmania, L'ispettore Gadget, One Piece, Biocombat, Hamtaro - Piccoli criceti, grandi avventure, I Cavalieri dello zodiaco - Saint Seiya - Hades e Roswell Conspiracies.
Al cinema diede la voce ad attori come Richard Jordan in Gettysburg, Bernand Collins in Effroyables Jardins, Edward James Olmos in Selena e Serban Celea in The Commander.
Si ritirò dalla professione nel 2009 a causa dei danni riportati alle corde vocali in un incidente avvenuto l'anno precedente.

## Filmografia

### Cinema
- Suor Anna Rosa, regia di Giuseppe Rolando (1965)
- Remake, regia di Ansano Giannarelli[2] (1987)

### Televisione
- Nella tua vita, regia di Tony De Gregorio – miniserie TV (1976)
- Il terzo invitato, regia di Vittorio Barino – miniserie TV, 1 episodio (1976)
- Arriva Cristina – serie TV, 26 episodi (1988)
- Cristina – serie TV, 31 episodi (1989)
- Cri Cri – serie TV, 64 episodi (1990-1991)
- Casa Vianello - serie TV, episodio 4x10 (1992)
- Mozart è un assassino, regia di Sergio Martino – film TV (1999)
- Le cinque giornate di Milano, regia di Carlo Lizzani – miniserie TV (2004)
- I colori della gioventù, regia di Gianluigi Calderone – film TV (2006)

### Prosa televisiva Rai
- Volpone di Ben Jonson, regia di Vittorio Barino, trasmessa il primo marzo 1985.

## Teatro
- La polizia di Sławomir Mrożek, regia di Marisa Scioratto (1963) - Teatro Gobetti di Torino
- L’onorevole di Leonardo Sciascia, regia di Massimo Scaglione (1966)
- Storia di Chiara di Mario Apollonio, regia di Bernardo Malacrida (1967)
- Amedeo o come sbarazzarsene di Eugène Ionesco, regia di Carlo Castelli - Teatro Apollo di Lugano (1968)
- Morte accidentale di un anarchico, testo e regia di Dario Fo (1970)
- Tutti uniti, tutti insieme!, resto e regia di Dario Fo (1971)
- Caccia al lupo di Giovanni Verga, regia di Terry D'Alfonso (1976) - Teatro Cittadella di Lugano
- Troilo e Cressida di William Shakespeare, regia di Alberto Canetta - Auditorio RSI di Lugano (1977)
- Il giardino dei ciliegi di Anton Čechov, regia di Alberto Canetta - Teatro la Maschera di Lugano (1985)
- Tradimenti di Harold Pinter, regia di Fabio Calvi (1987)
- Sarto per signora di Georges Feydeau, regia di Letizia Bolzani (1988)
- Mercadet l'affarista di Honoré de Balzac, regia di Antonio Moretti (1996) - Teatro Manzoni di Milano
- Il silenzio delle parole di Luca Marchesini, regia di Lamberto Pugelli (2000) - Teatro Franco Parenti

## Prosa radiofonica Rai
- Gaby e il cavallo, radiodramma di Manlio Cancogni, regia di Gilberto Visintin, trasmesso il 6 gennaio 1976.

## Doppiaggio

### Film
- Edward James Olmos in Selena
- Stellan Skarsgård in Beowulf & Grendel
- Richard Jordan in Gettysburg
- Patrick Cranshaw in Air Bud vince ancora
- Stephen Rea in The Butcher Boy
- Serban Celea in The Commander
- Bernard Collins in Effroyables jardins - I giardini crudeli della vita
- Héctor Malamud in Sottosopra

### Serie televisive
- Brion James in I racconti della cripta

### Serie animate
- Commissario James Gordon in Batman, Batman - Cavaliere della notte e The Batman
- C-6, Re Vegeta e Cell in Dragon Ball Z e Dragon Ball GT; Dr. Mieu e Ryuu Shenron in Dragon Ball GT
- Solomon Muto in Yu-Gi-Oh! e Yu-Gi-Oh! GX
- Warren McGinnis, Dr. Cuvier e Re banda della scala reale in Batman of the Future
- Barboncino, Morgan mano d'ascia (1ª voce), Makao e Doc Q (1^ voce) in One Piece
- Spek e Re Conrad in Biancaneve
- Comandante Red in Dragon Ball
- Saggio in Quattro amici per una missione intorno al mondo
- Mostin in Fire Emblem
- Sig. Tod ne Il mondo di Peter Coniglio e dei suoi amici[8]
- Sindaco in Tartarughe Ninja
- Moichi Taoka (allenatore del Ryonan) in Slam Dunk
- Joseph Joestar ne Le bizzarre avventure di JoJo (OAV)
- Hugh, il padre di Taz in Tazmania
- Vitali in Remi - Le sue avventure (2° doppiaggio Mediaset)
- Nonno in Angelina ballerina
- Savio in Hamtaro
- Bradford Mildbanks in James Bond Junior
- Merv Stimpelton in Rocket Power - E la sfida continua...
- Doremi in Mille note in allegria con la Mozart Band
- Stromboli in È piccolo, è bionico, è sempre Gadget
- Isp. capo Charles Grayson in Sherlock Holmes - Indagini dal futuro
- Joe Kelly in Indagini a quattro zampe
- Re Hadrian in Fantaghirò
- Moss Man in He-Man and the Masters of the Universe
- Egon Spengler in Extreme Ghostbusters

### Film d'animazione
- M. Bison in Street Fighter II: The Animated Movie
- Tenkai in La spada dei Kamui
- James Gordon in Batman - Il mistero di Batwoman[9] e Batman - Il cavaliere di Gotham[10]
- Sindaco in Scooby-Doo e il fantasma della strega
- Solomon Muto in Yu-Gi-Oh! - Il film
- Prof Tengai in Beyblade - The Movie
- Pat in Alla ricerca della Valle Incantata 10 - La grande migrazione
- Nonno Drossermayer in Barbie e lo schiaccianoci
- Padre in La grande caccia all'Uovo di Pasqua
- Dr. Fuji in Pokémon il film - Mewtwo contro Mew

### Videogiochi
- Warren Vidic in Assassin's Creed[11]
- Ambasciatore Udina in Mass Effect
- Theophile Paddington in Alone in the Dark[12]
- Archibald e Quirius in Avencast: Rise of the Mage[13]
- Giulio Cesare in CivCity: Rome[14]
- Yargo in Dark Sector[15]
- Dottor Klingmann in Gabriel Knight 2: The Beast Within[16]
- Arthur McKendall, Alan e Cardinale Gregorio in Jonathan Danter - Nel sangue di Giuda[17]